# El Higuerón (Córdoba)
El Higuerón es un barriada del municipio español de Córdoba, perteneciente distrito Periurbano Oeste-Sierra. Se encuentra localizada a unos ocho kilómetros del centro de la ciudad, al oeste del casco urbano. Está ubicada junto a la carretera A-431, en dirección Palma del Río. 

## Historia
Durante la segunda mitad del siglo XX el desarrollo de El Higuerón estuvo ligado a la instalación de diversas industrias en la zona. La morfología urbana de la barriada ha estado muy influida por su ubicación, entre la carretera de Palma del Río y las vías del ferrocarril, lo que ha determinado su expansión de forma longitudinal. En la década de 1970 se acordó construir junto a El Higuerón un nuevo complejo ferroviario de mercancías, cuyas instalaciones entraron en servicio en 1988. 